# PointBase Micro
PointBase Micro ist eine kommerzielle plattformunabhängige relationale Java-Datenbank, die für den Einsatz in einer Java 2 Micro Edition (J2ME CDC und CLDC/MIDP) und J2SE-Umgebung optimiert wurde.
Sie besitzt einen ultrakompakten Kern (~ 46K für J2ME MIDP, ~100K für J2SE) und lässt sich leicht und für den Anwender unsichtbar in eine Java-Anwendung integrieren, also eingebettet auf PDAs und Mobiltelefonen betreiben.
Zusätzliche Leistungsmerkmale sind eine Sammlung von APIs zur Datenintegration in Oracle, Microsoft SQL Server, PointBase Embedded und andere JDBC kompatible Datenbanken und ein freies Eclipse Plug-In.
Bedeutende Anbieter wie BEA, Macromedia oder Sun liefern PointBase als Bestandteil ihrer Produkte aus.